# Воскресенське (Марьовський район)
Воскресенське (рос. Воскресенское) — присілок у Марьовському районі Новгородської області Російської Федерації.
Населення становить 16  осіб. Належить до муніципального утворення Молотвицьке сільське поселення.

## Історія
До 1927 року населений пункт перебував у складі Новгородської губернії. У 1927-1944 роках перебував у складі Ленінградської області.

## Населення
| 2010 | 2012 | 2013 | 2014 | 2015 | 2016 |
| ---- | ---- | ---- | ---- | ---- | ---- |
| 10   | →10  | ↘9   | ↗15  | →15  | ↗16  |